# Walcand
Walcand (Latijn: Waltcaudus, Frans: Walcaud) was bisschop van Luik van 810 tot 832.
Na de dood van Gerbaldus, zijn voorganger als bisschop, werd Walcand door Karel de Grote op 18 oktober 810 aangeduid als de nieuwe bisschop van Luik.
Tijdens het Concilie van Aken verenigde Lodewijk de Vrome, zoon en opvolger van Karel de Grote, de bisschoppen, abten en edelen die bereid waren om een verzameling te laten goedkeuren, die de taken van de kanunniken in de kathedralen en stichten moest regelen.
Walcand moest controleren of dit reglement in de Sint-Lambertuskathedraal van Luik, Onze-Lieve-Vrouwekerk van Tongeren en de Sint-Servaaskerk van Maastricht werd gerespecteerd.
Op verzoek van de abdij van Andage (tegenwoordig Saint-Hubert) liet hij in 825 het stoffelijk overschot van Sint-Hubertus uit de crypte van de Sint-Pieterskerk in Luik halen en naar Andage overbrengen.